# يوتا اراكاوا
يوتا اراكاوا (باليابانية: 荒川雄太؛ بالكانا: あらかわ ゆうた) هو لاعب كرة قاعدة ياباني، ولد في 14 أكتوبر 1987 في أوتا في اليابان.